# Johann Georg von Dernath
Johann Georg rigsgreve von Dernath (eller von der Nath) (31. december 1666 – 10. marts 1737) var en holstensk godsejer og amtmand.
Han ejede godserne Sierhagen, Ovelgönne og Mühlenkamp, var hertugelig holsten-gottorpsk konferens- og landråd, amtmand over Trittau og Reinbek amter.